# Ligidium lapetum
Ligidium lapetum är en kräftdjursart som beskrevs av Stanley B. Mulaik 1942. Ligidium lapetum ingår i släktet Ligidium och familjen gisselgråsuggor. Inga underarter finns listade i Catalogue of Life.